# Vlag van Schaesberg

Vlag van de gemeente Schaesberg
(1961-1982)

De vlag van Schaesberg is op 13 juni 1961 vastgesteld als de gemeentelijke vlag van de voormalige Limburgse gemeente Schaesberg. Sinds 1 januari 1982 is de vlag niet langer als gemeentevlag in gebruik omdat de gemeente Schaesberg toen opging in de gemeente Landgraaf. De vlag kan als volgt worden beschreven:
Drie banen van geel, wit en groen, waarvan de hoogten zich verhouden als 1:3:1, met op het midden van de witte baan drie drie rode ballen, geplaatst 2 en 1, met daarboven een blauwe barensteel.
De kleuren en het ontwerp zijn ontleend aan het gemeentewapen. De ballen en de barensteel zijn afkomstig uit het wapen van de familie Van Schaesberg.

## Verwante afbeelding

Wapen van Schaesberg

Ambt Montfort 
· Amby 
· Arcen en Velden 
· Baexem 
· Beegden 
· Belfeld 
· Bemelen 
· Berg en Terblijt 
· Bocholtz 
· Born 
· Broekhuizen 
· Cadier en Keer 
· Echt 
· Eijsden 
· Elsloo 
· Eygelshoven 
· Geleen 
· Grathem 
· Grubbenvorst 
· Haelen 
· Heel 
· Heel en Panheel 
· Heer 
· Helden 
· Herten
· Heythuysen 
· Hoensbroek 
· Horn 
· Horst 
· Hulsberg 
· Hunsel 
· Kessel 
· Klimmen 
· Limbricht 
· Linne 
· Maasbracht 
· Maasbree 
· Margraten 
· Meerlo-Wanssum 
· Meijel 
· Melick en Herkenbosch 
· Montfort 
· Munstergeleen 
· Neer 
· Nieuwenhagen 
· Nieuwstadt 
· Nuth 
· Ohé en Laak 
· Onderbanken 
· Ottersum 
· Posterholt 
· Roggel 
· Roggel en Neer 
· Schaesberg 
· Schinnen 
· Sevenum 
· Sint Odiliënberg 
· Sittard 
· Stevensweert 
· Stramproy 
· Susteren 
· Swalmen 
· Tegelen 
· Thorn 
· Ubach over Worms 
· Ulestraten 
· Urmond 
· Valkenburg-Houthem 
· Vlodrop 
· Wessem 
· Wittem